# Dépistage du cancer de la prostate
Le dépistage du cancer de la prostate a pour objectif d'identifier les individus ayant un cancer de la prostate, sans symptômes cliniques, dans une large fraction de la population, celle des hommes pour lesquels on n'a aucune raison de soupçonner un cancer de la prostate.
Deux méthodes sont utilisées, le toucher rectal, par lequel le médecin tâte la prostate à travers la paroi du rectum en insérant un doigt ganté et lubrifié dans le rectum, le dosage sanguin de l'antigène spécifique de la prostate (PSA).
Aux États-Unis, l'USPSTF (United States Preventive Services Task Force, groupe de travail américain sur les services préventifs) s'est prononcé contre le dépistage du PSA chez les hommes en bonne santé, considérant que les risques potentiels l'emportent sur les avantages attendus.
L'Association américaine d'urologie (American Urological Association) et la Société américaine du cancer (American Cancer Society) recommandent que les hommes soient informés sur les risques et les avantages du dépistage. La Société américaine d'oncologie clinique (American Society of Clinical Oncology) déconseille le dépistage chez les hommes dont l'espérance de vie est inférieure à dix ans et recommande pour ceux dont l'espérance de vie est supérieure à dix ans, que la décision soit prise par la personne concernée en pesant les risques et les avantages potentiels. En général, les études récentes concluent qu'« il n'est pas certain que les avantages associés au dosage du PSA pour le dépistage du cancer de la prostate valent les inconvénients associés au dépistage et aux traitements inutiles ultérieurs. ».

## Controverse sur le dépistage
Le cancer de la prostate peut se développer et devenir une maladie douloureuse et fatale, mais il peut aussi progresser très lentement sans jamais causer de problèmes pendant toute la vie du patient. Un médecin peut difficilement déterminer l'évolution ultérieure du cancer sur la seule base des tests de dépistage actuellement disponibles.
Aux États-Unis, l'USPSTF (United States Preventive Services Task Force) se prononce contre le dépistage systématique du PSA chez les hommes en bonne santé, considérant que les risques potentiels l'emportent sur les avantages attendus.
Cette recommandation, publiée en octobre 2011, est basée sur une revue des éléments de preuve et conclut que « le dépistage de l'antigène prostatique spécifique entraîne une réduction de la mortalité spécifique au cancer de la prostate faible, voire nulle, et qu'il est associé à des préjudices liés à l'évaluation du cancer et aux traitements ultérieurs, dont certains peuvent ne pas être nécessaires ».
Le psychologue américain, Hal Arkes, présente les données statistiques de la manière suivante :

« Si on considère deux auditoriums, contenant l'un 1000 hommes ayant subi les tests de dépistage par dosage du PSA, et l'autre 1000 hommes n'ayant subi aucun test, il y aurait exactement autant d'hommes « qui seraient morts du cancer de la prostate dans chaque auditorium, ce qui nous amène à penser que globalement ce dépistage ne sert à rien ». Parmi ceux ayant subi le test, il y aurait également 20 hommes qui auront été traités pour un cancer de la prostate qui n'aurait jamais causé de symptômes. Cinq de ces hommes auraient des complications pour le reste de leur vie, dont l'impuissance et l'incontinence urinaire,. »

Cette recommandation a été critiquée par de nombreux spécialistes du cancer de la prostate pour sa dépendance excessive à l'égard des conclusions de l'étude américaine PLCO (Prostate, Lung, Colorectal and Ovarian Cancer Screening, essai sur le dépistage du cancer prostatique, pulmonaire, colorectal et ovarien).
Ils soulignent que cet essai randomisé a été lancé à un moment où le dépistage du PSA était déjà largement pratiqué, et qu'une proportion importante des hommes du groupe témoin avaient subi des tests du PSA.
Ce taux de « contamination » était très élevé : 44 % avant le début de l'étude et 52 % en cours de l'étude, comme l'ont reconnu les auteurs. En fait, le taux était probablement beaucoup plus élevé, puisque plus de 90 % des cancers de la prostate trouvés dans le groupe « témoin » étaient aux stades T1 ou T2, qui par définition ne peuvent être détectés que par le dépistage.
Les auteurs de l'étude PLCO ont indiqué dans une publication ultérieure que le PLCO ne devrait pas être interprété comme un essai dépistage contre absence de dépistage, mais plutôt comme un essai de dépistage annuel contre dépistage dit opportuniste ou ad hoc.
Les partisans du dépistage considèrent que l'USPSTF a également basé son évaluation des « préjudices » du dépistage et des traitements subséquents sur une revue de littérature partiale et périmée : leur publication évalue le risque de mort dans les 30 jours suivant une prostatectomie radicale à 1 sur 200. Ce chiffre provient d'un échantillon d'hommes âgés de plus de 65 ans traités au début des années 1990, alors que le risque réel dans la pratique contemporaine est plus proche de 1 sur 10000.
Ces critiques n'ont pas convaincu la grande majorité des autorités sanitaires mondiales qui persistent à ne pas recommander ce dépistage, qu'aucun pays n'a mis en place à ce jour. En France, ce dépistage n'est recommandé ni par la Haute Autorité de Santé, ni par l'Institut National du Cancer; il reste pourtant largement pratiqué par de nombreux médecins. Le dépistage est néanmoins recommandé par l'association française d'urologie qui « recommande le dépistage du cancer de la prostate par le dosage du PSA (antigène prostatique spécifique) et un toucher rectal tous les ans entre 50 et 75 ans et dès 45 ans s'il existe un risque familial ou ethnique ».
Les partisans comme les opposants au dépistage par dosage du PSA s'accordent pour le déconseiller chez les hommes âgés de 75 ans et plus, car la plupart des personnes de cet âge chez lesquelles un cancer de la prostate est diagnostiqué par un test de PSA meurent pour d'autres causes avant que le cancer n'ait causé de problèmes.
D'un autre côté, jusqu'à 25 % des hommes diagnostiqués alors qu'ils sont septuagénaires ou même octogénaires meurent d'un cancer de la prostate, s'ils souffrent d'un cancer de la prostate de grade élevé (c'est-à-dire agressif).
De la même façon, il existe un accord pour ne pas recommander ce dépistage avant 50 ans, car il faudrait dépister trop d'hommes pour trouver un seul cas de cancer, et que trop d'hommes devraient être traités pour un cancer qui n'évoluera pas. Cet argument est contesté par les urologues qui prônent une surveillance active, bien que l'intérêt de cette stratégie ne soit pas validé. Dans l'étude principale qui soutient le dépistage (ERSPC), le dépistage augmentait la mortalité spécifique chez les hommes de moins de 55 ans et de plus de 69 ans ; si ces classes d'âge avait été prises en compte, la baisse de mortalité par cancer de la prostate attribuée au dépistage dans l'étude ERSPC n'aurait pas atteint le seuil de significativité.
Le cancer de la prostate est fréquent (c'est de loin le cancer d'un organe solide le plus fréquemment diagnostiqué chez les hommes, surpassé seulement par le cancer du poumon comme cause de mortalité par cancer).
Le cancer de la prostate est également très hétérogène : beaucoup, peut-être la plupart, des cancers de la prostate sont indolents et pourraient ne jamais évoluer vers un stade cliniquement significatif s'ils ne sont pas diagnostiqués, ni traités pendant toute la durée de vie d'un homme.
D'un autre côté, un sous-ensemble de ces cancers sont potentiellement létaux, et le dépistage permet d'identifier certains d'entre eux dans des conditions qui préservent une possibilité de les guérir.
Ainsi, le concept de dépistage du PSA est préconisé par certains comme un moyen de détection des cancers de la prostate à « haut risque », potentiellement mortels, étant entendu que les maladies à faible risque, éventuellement découvertes, n'ont souvent pas besoin de traitement et peuvent se prêter à une surveillance active.
Le dépistage du cancer de la prostate est controversé en raison des coûts et des avantages, incertains à long terme pour les patients,.
Le dépistage peut conduire à un surdiagnostic et à des traitements inutiles. Les examens subséquents au dépistage peuvent inclure des biopsies douloureuses, avec des risques d'hémorragies et d'infections.
Le découvreur du PSA, Richard J. Ablin, conclut que la popularité du test « a conduit à une catastrophe de santé publique extrêmement coûteuse », puisque seulement 16 % des hommes se verront diagnostiquer un cancer de la prostate, mais seulement 3 % ont la probabilité d'en mourir. Il affirme que « le test est à peine plus efficace qu'un tirage au sort. ».
Dans son livre, The Big Scare: The Business of Prostate Cancer (La grande peur : le business du cancer de la prostate), le Dr Horan fait écho à ce sentiment.
Selon l'Association américaine d'urologie, la controverse sur le cancer de la prostate ne devrait pas porter sur le test, mais plutôt sur la façon dont les résultats du dépistage influencent la décision de traiter :
« La décision de procéder à une biopsie de la prostate devrait être fondée non seulement sur un taux de PSA élevé et sur un toucher rectal anormal, mais devrait prendre en compte de multiples facteurs, dont les taux de PSA libre et total, l'âge du patient, la vélocité du PSA, la densité de PSA, les antécédents familiaux, l'ethnicité, l'historique des biopsies antérieures et les comorbidités. »
« Un cancer ne peut être traité s'il n'a pas été détecté. Tous les cancers de la prostate ne nécessitent pas un traitement immédiat ; une surveillance active, en lieu et place d'un traitement immédiat, est une option qui devrait être considérée pour certains patients. Le dépistage apporte aux patients et à leurs urologues l'information utile pour prendre une décision éclairée ».
Des instituts médicaux privés, comme la Mayo Clinic, reconnaissent de même que « les organisations varient dans leurs recommandations au sujet de qui devrait - et qui ne devrait pas - obtenir un test de dépistage du PSA. » Ils concluent : « En fin de compte, ce sera à vous de décider si vous devez subir un test du PSA après en avoir discuté avec votre médecin, en tenant compte de vos facteurs de risque et de vos préférences personnelles. ».
Une étude publiée dans le New England Journal of Medicine a constaté que, sur une période de 7 à 10 ans, « le dépistage n'a pas réduit le taux de mortalité chez les hommes de 55 ans et plus »,.
D'anciens partisans du dépistage, y compris à l'Université Stanford, se sont prononcés contre les tests systématiques. En février 2010, la Société américaine du cancer a exhorté à « plus de prudence dans l'utilisation du test ». Et l'American College of Preventive Medicine (Collège américain de médecine préventive) a conclu que « les preuves étaient insuffisantes pour recommander le dépistage de routine »,.

### Coûts
Aux États-Unis, le coût annuel du dépistage du PSA s'élève à au moins 3 milliards de dollars, dont la plus grande partie est financée par Medicare et par le ministère des Anciens combattants.
Selon Richard J. Ablin (découvreur du PSA en 1970), « le test ne doit absolument pas être déployé pour dépister l'ensemble de la population des hommes de plus de 50 ans...»
Il conclut que les principaux promoteurs des tests sont les entreprises pharmaceutiques, qui « continuent de colporter les tests », ainsi que les groupes de pression, dont l'Association américaine d'urologie, qui sont tous là « pour en tirer profit » en poussant à des tests continuels. Il déclare :

« Je n'ai jamais imaginé que ma découverte, il y a quatre décennies, aboutirait à un tel désastre de santé publique tiré par le profit. La communauté médicale doit faire face à la réalité et cesser l'utilisation inappropriée du dépistage du PSA. Cela permettrait d'économiser des milliards de dollars et d'épargner à des millions d'hommes des traitements débilitants et inutiles,. »

## Recommandations de pratique clinique
Les directives cliniques de pratique médicale concernant le dépistage du cancer de la prostate sont controversées parce que les avantages du dépistage peuvent ne pas l'emporter sur les risques induits par les tests de diagnostic et les traitements ultérieurs contre le cancer :
- Aux États-Unis, l'USPSTF (United States Preventive Services Task Force) s'est prononcé en octobre 2011 contre le dépistage de PSA chez les hommes en bonne santé considérant que les risques potentiels l'emportent sur les avantages attendus[2]. Cette recommandation, publiée en octobre 2011, se fonde sur une revue des preuves et conclut que « le dépistage basé sur le dosage de l'antigène prostatique spécifique (PSA) n'entraîne qu'une réduction faible, voire nulle, de la mortalité spécifique au cancer de la prostate et est associé à des préjudices liés aux examens et aux traitements subséquents, dont certains peuvent être inutiles »[6] ;
- la Société américaine du cancer (ACS, American cancer Society), dans ses directives sur le dépistage du cancer dit qu'elle ne soutient pas le dépistage systématique du cancer de la prostate[30]. Cela parce que les avantages ne sont pas clairs ou non prouvés[31]. Elle recommande plutôt que les médecins exposent les avantages et les inconvénients des tests à leurs patients et que ceux-ci devraient se voir offrir la possibilité d'un toucher rectal et d'un dosage du PSA s'ils ont plus de 50 ans et une espérance de vie supérieure à 10 ans (ou plus de 40 ans s'ils appartiennent à un groupe à risque élevé). Elle recommande que les hommes prennent le temps de discuter avec leur médecin pour peser les avantages et les inconvénient du dépistage avant de prendre une décision[30]. Les hommes à risque élevé de cancer de la prostate, comme les Afro-américains, doivent discuter avec leur médecin dès l'âge de 45 ans. Les hommes dont un parent proche, au premier degré (père, frère ou fils), a eu un diagnostic de cancer de la prostate à un âge précoce (moins de 65 ans) et les hommes dont plusieurs parents au premier degré ont été diagnostiqués à un âge précoce devraient commencer la discussion dès l'âge de 40 ans[32].

L'Association américaine d'urologie déclara au début de l'année 2009 que « La décision de dépister est une décision que chaque homme doit prendre en collaboration avec son médecin, et qui devrait intégrer tous les facteurs de risque connus de cancer de la prostate, tels que des antécédents familiaux, l'âge, l'origine ethnique, ainsi que, le cas échéant, une précédente biopsie négative de la prostate. Ces facteurs sont différents pour chaque homme et par conséquent les avantages du dépistage devraient être considérés dans une perspective plus large. » Cette organisation devait réexaminer ses recommandations de bonnes pratiques au plus tard en 2009 ;
- les recommandations de l'USPSTF (Preventive Services Task Force américaine) de 2008 ont conclu que le dépistage systématique du cancer de la prostate par le dosage du PSA ou le toucher rectal (TR) n'était pas recommandé pour les hommes de plus de 75 ans et que les preuves étaient insuffisantes pour recommander ou déconseiller le dépistage des hommes de moins de 75 ans[34] ;
- la précédente recommandation de l'USPSTF en 1995 était opposée au dépistage systématique ;
- la Société américaine du cancer (ACS) a récemment mis à jour ses directives en précisant qu'elle déconseillait le dépistage de routine du cancer de la prostate pour tous les hommes[35] ;

« La Société américaine du cancer recommande que les risques et les avantages du dépistage soient évalués, et les discussions devraient commencer rapidement pour les hommes appartenant à des groupes à haut risque. Le dépistage ne doit être fait qu'avec le consentement éclairé du patient, en toute connaissance tant des avantages que des risques. Les recommandations révisées reflètent les préoccupations au sujet des risques potentiellement minimisés et des affirmations exagérées de réussite du dépistage du cancer de la prostate, »

- certains oncologues radiothérapeuthes et oncologues médicaux américains spécialisés dans le traitement du cancer de la prostate recommandent de déterminer un taux de référence du PSA chez tous les hommes à l'âge de 35 ans[38],[39] ou de commencer le dosage annuel du PSA chez les hommes à haut risque à l'âge de 35 ans[40] ;
- guide du cancer de la prostate pour les patients, de L'Association américaine d'urologie[41].

En l'absence d'accord général sur le fait que les avantages du dépistage du PSA l'emportent sur les inconvénients, le consensus est que les cliniciens suivent un processus de prise de décision partagée en discutant avec leurs patients sur les risques de cancer de la prostate, les avantages potentiels et les inconvénients du dépistage, et en impliquant les patients dans la décision. Cependant l'élastographie ultrasonore (échographie évoluée) est une technique complémentaire qui peut être préconisée autant en raison du faible coût de l'examen, de son absence d'effet secondaire et de sa sensibilité, dès que le taux d' Antigène prostatique spécifique est hors norme,. En effet un taux Psa hors norme est lié à un adénome mais n'est pas forcément spécifique d'un adénocarcinome (adénome malin), même si l'analyse de ce taux permet de prédire dans certains cas la présence d'une tumeur avec une probabilité supérieure à 50%.

## Recherche
Les résultats de deux des plus grandes études randomisées sont désormais publiés.
Dans l'étude européenne ERSPC (European Randomized Study of Screening for Prostate Cancer, étude européenne randomisée sur le dépistage du cancer de la prostate), lancée au début des années 1990, l'intention était d'évaluer l'effet du dépistage par dosage de l'antigène prostatique spécifique (PSA) sur les taux de mortalité par cancer de la prostate.
L'étude portait sur 182 000 hommes âgés de 50 à 74 ans de sept pays européens, affectés au hasard à deux groupes, le premier soumis au dépistage du PSA en moyenne une fois tous les quatre ans, le second, groupe témoin, sans aucun dépistage.
Au cours d'un suivi médian de près de 9 ans, l'incidence cumulée détectée de cancer de la prostate était de 820 pour 10 000 dans le groupe de dépistage et de 480 pour 10 000 dans le groupe témoin.
Les décès dus à ces cancers à cette époque étaient beaucoup plus faibles. Il y avait 214 décès par cancer de la prostate dans le groupe de dépistage et 326 dans le groupe témoin, soit une différence de 7,1 pour 10 000 hommes dans le groupe testé par rapport au groupe témoin.
Les chercheurs ont conclu que le dépistage basé sur le dosage du PSA réduisait le taux de décès par cancer de la prostate de 20 %, mais que cela était associée à un risque élevé de surdiagnostic, ce qui signifie que 1 410 hommes devraient être examinés et 48 cas supplémentaires de cancer de la prostate devraient être traités pour prévenir un seul décès par cancer de la prostate dans une période de 9 ans.
Cependant, le nombre de patients à traiter pour éviter une seule évolution vers une maladie métastatique était seulement de 24, et ces deux chiffres tendent à baisser lorsque les patients sont suivis pendant des périodes plus longues.
En outre, l'avantage en faveur du dépistage était plus élevé (30 % plutôt que 20 %) après ajustement pour non-conformité et contamination (par exemple, des hommes randomisés dans le groupe de dépistage, mais qui n'avaient pas subi de dosage de PSA, et d'autres affectés au groupe témoin, mais qui avaient effectivement subi des dosages de PSA pendant la période d'étude).
Une analyse récente des données ERSPC suggère qu'en faisant une projection sur un horizon de temps de 25 ans, plus appropriée au cas d'un quinquagénaire que les neuf années signalés à ce jour de l'étude, le nombre de patients à dépister tombe à 186-220, et le nombre de patients à traiter pour éviter un décès tombe entre 2 et 5.
En plus de la réduction de 20 pour cent de la mortalité par cancer de la prostate rapportée par l'étude ERSPC, une étude plus récente a montré une plus grande efficacité dans la façon dont le dépistage a réduit le taux de mortalité par cancer de la prostate.
Une étude publiée dans le European Journal of Cancer (octobre 2009) a établi que le dépistage avait réduit la mortalité due au cancer de la prostate de 37 %. En prenant un groupe témoin d'hommes d'Irlande du Nord, où le dépistage de l'APS est rare, l'étude a montré cette réduction substantielle des décès par cancer de la prostate par rapport aux hommes qui avaient été soumis au dosage du PSA dans le cadre de l'étude ERSPC.
L'étude américaine PLCO (Prostate, Lung, Colorectal, and Ovarian Cancer Screening Trial, essai sur le dépistage du cancer prostatique, pulmonaire, colorectal et ovarien) a évalué l'efficacité générale d'un programme de dépistage impliquant à la fois le dosage du PSA et les méthodes de toucher rectal.
Elle fut menée entre 1993 et 2001, impliquant 76 693 hommes dans 10 centres d'étude américains, dont un groupe de 38 343 patients soumis à un dépistage (un dosage annuel de PSA pendant 6 ans et un toucher rectal annuel pendant 4 ans) et un groupe témoin de 38 350 patients soumis au « traitement habituel », les fournisseurs des patients et des soins de santé recevant les résultats et décidant du type d'évaluation de suivi.
Le « traitement habituel » signifie que certains patients de ce groupe auraient pu être soumis à un dépistage, ce que certaines organisations recommandaient. Après 7 ans de suivi, l'incidence du cancer de la prostate pour 10 000 personnes-années était de 116 (2820 cancers) dans le groupe de dépistage et 95 (2322 cancers) dans le groupe témoin.
L'incidence des décès attribués au cancer de la prostate pour 10 000 années-personnes était de 2,0 (50 décès) dans le groupe de dépistage et 1,7 (44 décès) dans le groupe témoin (rapport de taux, 1,13 ; IC 95 %, 0,75 à 1,70). Les données à 10 ans étaient complètes à 67 % et cohérentes avec ces conclusions générales.
Les chercheurs ont conclu que, après 7 à 10 ans de suivi, le taux de décès par cancer de la prostate était très bas et ne différait pas significativement entre les deux groupes d'étude.
Commentant ces résultats, le médecin-chef de la Société américaine du cancer, Otis W. Brawley, a déclaré :

« de nombreux experts avaient prévu que ces études montreraient qu'un petit nombre d'hommes bénéficieraient du dépistage de la prostate, mais qu'un grand nombre d'hommes seraient traités inutilement. Et c'est ce que montrent ces études. Cependant, la question n'est pas aussi simple que : « Le dépistage du cancer de la prostate fonctionne-t-il ? » Ce que nous devons savoir est : « Quels sont les avantages du dépistage du cancer de la prostate et sont-ils assez importants pour l'emporter sur les inconvénients associés ? » Et malgré la publication de ces premières données, nous ne pouvons pas encore dire si les avantages l'emportent sur les risques. »

Son médecin-chef adjoint, Len Lichtenfeld déclare :

« Si l'on considère tous les problèmes associés au traitement du cancer de la prostate - incontinence urinaire, impuissance, douleur et saignements entre autres - c'est beaucoup d'hommes confrontés à beaucoup de symptômes pour sauver une seule vie ». »

Autre étude à signaler, celle du National Health Service (NHS, Service national de santé britannique), comprenant deux volets, CAP (Comparison Arm for ProtecT) et ProtecT (Prostate testing for cancer and Treatment). Impliquant 460 000 hommes âgés de 50 à 69 dans des centres de 9 villes en Grande-Bretagne de 2001 à 2005, elle compare des groupes randomisés ayant suivi soit des soins habituels soit un dépistage du cancer de la prostate par dosage du PSA (avec biopsie si PSA ≥ 3).